# العلاقات الألبانية البرتغالية
العلاقات الألبانية البرتغالية هي العلاقات الثنائية التي تجمع بين ألبانيا والبرتغال.

## مقارنة بين البلدين
هذه مقارنة عامة ومرجعية للدولتين:
| وجه المقارنة                                              | ألبانيا                                                    | البرتغال                                                  |
| --------------------------------------------------------- | ---------------------------------------------------------- | --------------------------------------------------------- |
| المساحة (كم2)                                             | 28.75 ألف                                                  | 92.21 ألف                                                 |
| عدد السكان (نسمة)                                         | 3.02 مليون                                                 | 10.60 مليون                                               |
| الكثافة السكانية (ن./كم²)                                 | 105.04                                                     | 114.95                                                    |
| العاصمة                                                   | تيرانا                                                     | لشبونة                                                    |
| اللغة الرسمية                                             | اللغة الألبانية                                            | اللغة البرتغالية، اللغة الميراندية                        |
| العملة                                                    | ليك ألباني                                                 | يورو، اسكودو برتغالي                                      |
| الناتج المحلي الإجمالي (بليون دولار)                      | 13.04 مليار                                                | 217.57 مليار                                              |
| الناتج المحلي الإجمالي (تعادل القوة الشرائية) بليون دولار | 33.17 مليار                                                | 307.82 مليار                                              |
| الناتج المحلي الإجمالي الاسمي للفرد دولار أمريكي          | 3.94 ألف                                                   | 19.22 ألف                                                 |
| الناتج المحلي الإجمالي للفرد دولار أمريكي                 | 11.11 ألف                                                  | 28.76 ألف                                                 |
| مؤشر التنمية البشرية                                      | 0.764                                                      | 0.830                                                     |
| رمز المكالمات الدولي                                      | +355                                                       | +351                                                      |
| رمز الإنترنت                                              | .al                                                        | .pt                                                       |
| المنطقة الزمنية                                           | توقيت وسط أوروبا، ت ع م+01:00، ت ع م+02:00، أوروبا/تيرانا ‏ | توقيت غرب أوروبا، توقيت غرب أوروبا الصيفي، أوروبا/لشبونة ‏ |

## منظمات دولية مشتركة
يشترك البلدان في عضوية مجموعة من المنظمات الدولية، منها:
| علم المنظمة | اسم المنظمة                               | تاريخ انضمام ألبانيا | تاريخ انضمام البرتغال |
| ----------- | ----------------------------------------- | -------------------- | --------------------- |
|             | منظمة التجارة العالمية                    | ?                    | ?                     |
|             | الأمم المتحدة                             | 14 ديسمبر 1955       | 14 ديسمبر 1955        |
|             | حلف شمال الأطلسي                          | 1 أبريل 2009         | 4 أبريل 1949          |
|             | الاتحاد الدولي للاتصالات                  | 2 يونيو 1922         | 1866                  |
|             | مجلس أوروبا                               | ?                    | ?                     |
|             | يونسكو                                    | 16 أكتوبر 1958       | 11 مارس 1965          |
|             | المنظمة الأوروبية لسلامة الملاحة الجوية   | 2002                 | 1986                  |
|             | الاتحاد البريدي العالمي                   | ?                    | ?                     |
|             | مؤسسة التنمية الدولية                     | 15 أكتوبر 1991       | 29 ديسمبر 1992        |
|             | منظمة حظر الأسلحة الكيميائية              | ?                    | ?                     |
|             | وكالة ضمان الاستثمار متعدد الأطراف        | 15 أكتوبر 1991       | 6 يونيو 1988          |
|             | منظمة الشرطة الجنائية الدولية             | ?                    | ?                     |
|             | مؤسسة التمويل الدولية                     | 15 أكتوبر 1991       | 8 يوليو 1966          |
|             | البنك الدولي للإنشاء والتعمير             | 15 أكتوبر 1991       | 29 مارس 1961          |
|             | منظمة الأمن والتعاون في أوروبا            | 19 يونيو 1991        | 25 يونيو 1973         |
|             | المركز الدولي لتسوية المنازعات الاستشارية | 14 نوفمبر 1991       | 1 أغسطس 1984          |

## وصلات خارجية
- موقع وزارة الخارجية الألبانية
- موقع وزارة الخارجية البرتغالية